# Daskalogiannis
Daskalogiannis (grec Δασκαλογιάννης [ðaskalo'ɟanis]), sobrenom de Ioannis Vlachos (mort 17 de juny de 1771), va ser un rebel cretenc contra els turcs el segle 18. Va néixer a Anopolis, un llogaret de Sfakià, en una família d'origen valac (aromanès). El seu pare, que era un ric armador, el va enviar a educar-se a l'estranger. Per la seva educació, li van donar el malnom de Daskalos (professor), d'aquí el seu sobrenom Daskalogiannis (Joan el professor). Està documentat que va ser escrivà de la regió de Sfakià i va ser propietari de quatre vaixells mercants.
A principis de 1770, va ser convençut per agents russos per iniciar la revolta entre els grecs de l'Imperi Otomà. Rússia havia promès el suport de la flota russa del mar Egeu, però la revolta cretenca al final va ser abandonada a la seva sort. L'aixecament va començar el 25 de març de 1770 des de l'església d'Àgios Georgios d'Anopolis, i per un temps hi va haver algunes parts de l'illa alliberades, fins i tot fent les seves pròpies monedes, però l'aixecament no es va estendre a les terres baixes, i sense suport extern, va ser sufocat brutalment per les superiors forces turques. Daskalogiannis es va lliurar amb 70 homes al castell de Frangokastello. Per ordre del Paixà de Càndia, Daskalogiannis va ser torturat, escorxat viu, i executat a les portes de la fortalesa del port de Càndia el 17 de juny de 1771. Es diu que va patir el seu martiri en un digne silenci.
Daskalogiannis va ser immortalitzat en diversos contes populars i cançons, com la famosa balada èpica de Barba-Pantzelios, To tragoudi tou Daskalogianni de 1786.
L'Aeroport Internacional de Khanià (codi IATA CHQ) porta el nom de Daskalogiannis. Daskalogiannis té una estàtua dedicada a la plaça del centre d'Anopolis, el seu lloc de naixença.
També s'anomena Daskalogiannis un dels ferries que fa la línia regular de la costa sud-oest de Creta, de la companyia Anendyk.